# Anamaria Pop
Anamaria Pop (n. 7 aprilie 1952, Oprișani, Cluj, România – d. 7 iulie 2015, Dunaújváros, Fejér, Ungaria) a fost o poetă și traducătoare română.

## Biografie
În 1979 a absolvit Facultatea de Ziaristică din București, după care s-a mutat în Satu Mare, unde a lucrat ca ziaristă. Între 1999-2001 a fost directorul Institutului Cultural Român la Budapesta. Pe lângă poezii a publicat o serie de traduceri din literatura maghiară contemporană.

### Activitatea literară
A publicat mai multe volume de poezii:
- Castelul din siclame albe, 1972;
- Pasul corbilor, 1980;
- Coridă, 1983;
- Trăgătorul la țintă, 1999,

## Traduceri
Anamaria Pop s-a remarcat prin traducerea unor autori maghiari cum ar fi Attila Bartis, Péter Esterházy, Árpád Göncz, Imre Kertész, Endre Kukorelly, Sándor Márai, Péter Nádas, Magda Szabó, Géza Szőcs.

## Premii și distincții
În perioada 1998-2010 a primit mai multe premii pentru traduceri, atât din partea Uniunii Scriitorilor din România cât și din partea comunității de scriitori din Ungaria (premiul Déry Tibor, premiul Pen Clubului din Ungaria).